# Inés Rey García
Inés Rey García   (la Corunya, 11 de juliol de 1982) és una política i advocada gallega afiliada al Partit Socialista Obrer Espanyol (PSOE). Des del 15 de juny de 2019 és l'alcaldessa de la Corunya.

## Trajectòria
És llicenciada en Dret per la Universitat de la Corunya, carrera en la qual va tenir com a professor de Dret processal al seu antecessor en l'alcaldia, Xulio Ferreiro. Va exercir d'advocada a la seva ciutat natal i és mare de dos fills.
Militant de les Joventuts Socialistes i del PSOE, a les eleccions generals de 2011 va concórrer com a número 2 de la llista del seu partit al Senat, per darrere de l'alcalde sortint Javier Losada, però no va ser elegida senadora.
El 2018 va presentar la seva candidatura a les primàries del seu partit per a optar a l'alcaldia de La Corunya, juntament amb José Manuel García, Rafael Arangüena i Juan Ignacio Borrego. En la primera volta va ser la segona candidata més votada amb 96 sufragis, per darrere de José Manuel García, que en va obtenir 143. Així i tot, en la segona volta que es va celebrar el 25 de novembre de 2018 va quedar primera, amb 215 vots enfront dels 178 de l'altre candidat. D'aquesta manera, va encapçalar la llista del PSdeG a les eleccions municipals de 2019 a la seva ciutat.
En les eleccions celebrades el 26 de maig de 2019, la candidatura del PSdeG-PSOE va ser la segona força més votada, i va obtenir nou regidors de l'Ajuntament de la Corunya. Va quedar a 399 vots de la candidatura de Partit Popular encapçalada per Beatriz Mato, que va ser la primera força en vots, empatant amb nou regidors. No obstant això, Inés Rey va ser proclamada alcaldessa el 15 de juny de 2019, amb una majoria absoluta de vots del ple durant la investidura, ja que va comptar amb els vots a favor dels sis regidors de la Marea Atlàntica i els dels dos del Bloc Nacionalista Galego, a més dels del PSdG-PSOE.